# Бржетіслав III (князь Чехії)
Бржетіслав III Індржих (*Jindřich Břetislav, бл. 1137 —15 червня 1197) — князь Богемії та маркграф Моравії у 1193—1197 роках.

## Життєпис

### Єпископ
Походив з династії Пржемисловичів. Син принца Індржиха, молодшого сина князя Владислава I. Втратив батька у 1169 році. Бржетіслав не розраховував коли-небудь зайняти чеський трон, а тому обрав церковну кар'єру. Він навчався в Парижі, після повернення на батьківщину стає пробстом в базиліці Святого Петра і Святого Павла в Вишеграді. У 1182 році призначається зальцбурзьким архієпископом Адальберотом III дияконом. 25 березня після смерті Валентина обирається новим празьким єпископом під ім'ям Індржих (Генріх). Того ж року відправився до Майнца, де отримав інвеституру від майнцького архієпископа і примаса Німеччини Христіана фон Буча. 23 травня стає повноцінним єпископом.
1186 року вступив у конфлікт з двоюрідним братом Депольтом II, який намагався втрутитися в керування єпископським майном. За це Індржих наклав на Депольта II інтердикт, що змусило того поступитися.
У 1178 році вступив у конфлікт з князем Бедржихом, який намагався привласнити собі церковні функції. В свою чергу єпископ Індржих боровся за самостійність богемської церкви від влади. 1187 році звернувся до імператора Фрідриха I Барбаросси щодо порушення своїх прав. останній підтримав Індржиха, надавши тому статус князя імперії та визнавши самостійність католицької церкви в Богемії від місцевого князя.
В подальшому під час чвар за трон між Конрадом II, Вацлавом II, Пржемислом Оттокаром у 1191 році, празький єпископ підтримав останнього. Сприяв сходженю Оттокара на богемський трон.
Коли 1192 року Пржемисл Отакар I купив у імператора Генріха VI князівський титул за 6000 фунтів сріблом, Бржетіслава-Індржиха було відправлено до двору імператора як поручителя. Водночас він повинен був перебувати там до тих пір, поки борг не буде сплачено. Оскільки Пржемисл не зміг зібрати всіх необхідних грошей, в 1193 році Генріх VI скинув його на рейхстазі у Вормсі і посадив на трон Бржетислава, простивши тому залишок боргу.
З німецьким військом Бржетіслав-Індржих вдерся до Богемії і зустрівся з Пржемислом у Здице. Шляхта, ще недавно була віддана Пржемислу Отакару I, покинула його і перейшли на бік єпископа, і князь був змушений тікати. Незабаром Бржетіслав-Індржих опанував Моравією, де панував Владислав III привів до Праги, де спочатку містив під наглядом, а потім кинув до в'язниці.

### Панування
Правління Бржетислава III тривало недовго. Придушуючи заколот мейсенського маркграфа, він осоромив князівську гідність жорстокими злочинами і був змушений принести покаяння — взяти на себе обов'язок брати участь у хрестовому поході, який готував імператор Генріх VI. У 1197 році він тяжко захворів і передав управління Чехією князю Спитігневу Брненському.
Дізнавшись про хворобу князя-єпископа, Пржемисл вдерся до Чехії, але Спитігнев відбив напад. Уже під час хвороби Бржетислава III знать стала розмірковувати щодо обрання нового князя. Дізнавшись про це, князь так засмутився, що наказав перевезти себе з Праги до Хебу (Егеру), де незабаром помер.